# Gendō Ikari
Gendō Ikari (碇 ゲンドウ Ikari Gendō?) es un personaje ficticio perteneciente a la franquicia de Neon Genesis Evangelion. Es el comandante de NERV y padre del protagonista Shinji Ikari. Adoptó el apellido Ikari tras casarse con Yui Ikari, siendo su nombre de soltero Gendō Rokubungi. Al morir su esposa, abandonó a su hijo cuando este tenía apenas cuatro años y le dejó bajo la custodia de un profesor. Tiempo después, se contacta con él y le ordena que pilotee un robot humanoide llamado Evangelion-01, con el fin de proteger la ciudad de Tokyo-3 de criaturas conocidas como Ángeles, los cuales amenazan con destruir a la humanidad.

## Concepción

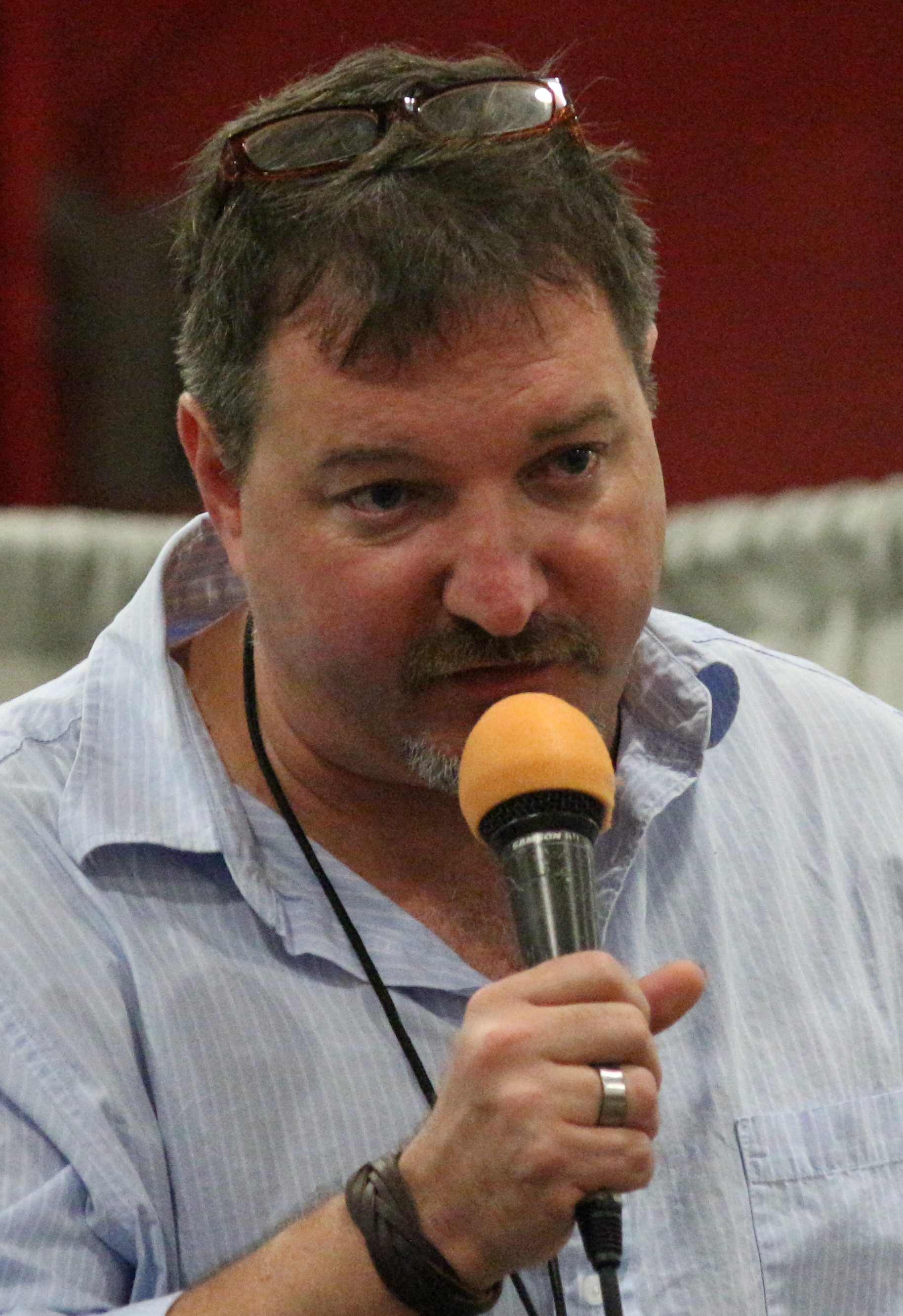
John Swasey como moderador en Miami en 2013

Gendō es descrito como un brillante científico y político que trabaja diligentemente para su organización; sin embargo, es una persona extremadamente retraída y un padre frío y lejano hacia su hijo, quien no tiene reparos en usar y descartar a la gente para alcanzar sus metas personales. Hideaki Anno, director y creador de la serie, ha dicho que:

"Gendō es el tipo de persona que puede ver y pensar en el bienestar de una organización como algo absoluto. En otras palabras, él haría cualquier cosa para tener éxito. Toma medidas drásticas y extremas, por medios justos o sucios, por cualquier método posible o medio necesario, para lograr su propio propósito. En cierto modo es malo, apenas se preocupa por Shinji."
Hideaki Anno

## Apariciones

### Neon Genesis Evangelion
Es el comandante de la organización militar NERV y el principal impulsor a su creación. Es el jefe del Proyecto E y padre de Shinji Ikari, piloto de la unidad Evangelion 01. 
Es reconocible por su clásico gesto de juntar las manos (siempre con guantes blancos) por delante de la cara. 
Es un científico de fama, con un pasado misterioso, trabaja en colaboración con la organización SEELE dentro de un proyecto secreto bautizado con el nombre de Proyecto de Complementación Humana. 
Es muy estricto y autoritario hasta el punto de la obsesión, y su objetivo consiste en eliminar definitivamente a los ángeles para evitar un Tercer Impacto que marcaría el fin de la existencia humana. Esta meta absorbe por lo general toda su vida diaria, lo cual queda demostrado cuando abandonó a Shinji por motivos de trabajo y éste a su vez nunca le perdonó. Shinji cree que él es el causante de la muerte de su madre.
En The End of Evangelion trata de unir el embrión de Adán con el alma de Rei para formar un "solo Dios" pero la piloto se niega y en el momento el Tercer Impacto muere siendo su cabeza devorada por una imagen de Rei III, tomando la forma del EVA-01.
En el manga, Gendo Ikari presenta un comportamiento diferente al del anime. Realiza más apariciones, siguiendo a Kaji, hablando con Asuka, salvando a Shinji de ser asesinado, el enfrentamiento imaginario de Shinji y Gendo, en el cual Gendo parece morir desangrado, etc.
En el manga se profundiza en las verdaderas motivaciones del personaje. En él, además, se muestran sus poderes, como el uso de un campo "AT" , producto de fusionar su mano con el embrión de Adán en los tramos finales de la historia, algo inédito en el anime y la película: The End of Evangelion.